# 2016년 하계 패럴림픽 독립 선수단
2016년 하계 패럴림픽 독립 선수단은 2016년 9월 7일부터 9월 18일까지 브라질 리우데자네이루에서 열린 2016년 하계 패럴림픽에 참가한 난민 출신 선수단이다.

## 참가자
국제 패럴림픽 위원회(IPC)는 2016년 8월 5일에 2016년 하계 패럴림픽에 참가할 난민 출신 독립 선수단 결성을 발표했다. 참가자들은 자격을 갖춘 장애인 스포츠 인재를 알고 있는 국가 패럴림픽 위원회에 의해 팀에 지명되었다. 국제 패럴림픽 위원회는 장애인 선수들이 분류되어 있는지 확인하는 것을 포함한 많은 일들을 함으로써 선수들이 대회 참가를 준비하도록 지원했다.
국제 패럴림픽 위원회는 2016년 8월 26일에 2016년 하계 패럴림픽에 참가할 2명의 난민 출신 장애인 선수를 발표했다. 이름을 올린 선수는 시리아 출신의 남자 수영 선수인 이브라힘 알후세인(50m 자유형, 100m 자유형), 이란 출신의 남자 육상 선수인 샤라드 나사지푸르(원반던지기)이다. 토니 세인즈버리(Tony Sainsbury)는 독립 선수단의 요리사를 맡았는데 세인즈버리는 과거 5차례의 패럴림픽에 참가한 영국 선수단의 요리사를 맡았다.
이 팀은 일본 도쿄에서 개최된 2020년 하계 패럴림픽에서 난민 선수단으로 재탄생했는데 2016년 하계 패럴림픽 대회에 참가했던 선수 2명도 이 대회에 참가했다.
| 선수명            | 출신 국가 | 담당 NPC | 종목 | 세부 종목                    | 장애 등급 |
| ----------------- | --------- | -------- | ---- | ---------------------------- | --------- |
| 이브라힘 알후세인 | 시리아    | 그리스   | 수영 | 남자 자유형 50m, 자유형 100m | S10       |
| 샤라드 나사지푸르 | 이란      | 미국     | 육상 | 남자 원반던지기              | F37       |

## 등급 분류
패럴림픽의 모든 참가자는 장애를 5가지 장애 범주로 분류하는데 팔다리 절단으로 인한 장애, 뇌성마비를 비롯한 뇌손상 장애, 실명을 포함한 시각 장애, 휠체어에 의지하는 장애, 왜소증·다발성 경화증 등과 같이 그 외의 범주에 속하는 장애가 이에 해당한다. 모든 패럴림픽 종목에는 장애의 종류와 선수 분류를 설명하는 숫자와 문자로 구성된 코드가 부여된다. 육상과 같은 일부 종목은 장애의 분류와 심각도에 따라 나누고 수영과 같은 다른 종목은 다른 분류에 속한 선수들을 함께 묶는다. 유일한 구분은 장애의 심각도에 따라 다른 편이다.

## 육상
| 선수              | 종목                | 결과  | 순위 |
| ----------------- | ------------------- | ----- | ---- |
| 샤라드 나사지푸르 | 남자 원반던지기 F37 | 39.64 | 11위 |

## 수영
| 선수              | 종목                     | 예선    | 예선 | 결선       | 결선       |
| 선수              | 종목                     | 결과    | 순위 | 결과       | 순위       |
| ----------------- | ------------------------ | ------- | ---- | ---------- | ---------- |
| 이브라힘 알후세인 | 남자 수영 자유형 50m S9  | 35.54   | 18위 | 진출 못 함 | 진출 못 함 |
| 이브라힘 알후세인 | 남자 수영 자유형 100m S9 | 1:20.98 | 21위 | 진출 못 함 | 진출 못 함 |

## 같이 보기
- 2016년 하계 올림픽 난민 선수단